# Ready-made společnost
Ready-made společnost neboli předzaložená společnost je firma, která je zapsaná v obchodním rejstříku, má název, sídlo, jednatele, identifikační číslo a také plně splacený základní kapitál. Společnost však nevyvíjí žádnou obchodní činnost, je založena pouze za účelem prodeje konečnému zákazníkovi. Ten, kdo předzaloženou společnost koupí, se vyhne zdlouhavému administrativnímu procesu, který zakládání společností provází. V porovnání s vlastním založením společnosti se jedná o úsporu až 10 pracovních dní. Ready-made společnosti jsou někdy také označovány jako skořápky, z anglického názvu shell company.
Firmy, jež se zabývají prodejem ready-made společností nabízejí jak akciové společnosti, tak společnosti s ručením omezeným a i evropské společnosti. Předregistrované obchodní společnosti splňují všechny zákonem stanovené podmínky (od určení předmětu podnikání a registraci k dani z příjmu právnických osob po splacení základního kapitálu), nemají žádné závazky a nevyvíjely žádnou obchodní činnost.
V případě, že podnikatel zakládá společnost sám, může to trvat i několik týdnů. Podle organizace Doing Business, která patří pod skupinu Světové banky a sleduje normy spojené s regulací podnikání, je[kdy?] k podnikání v ČR nutné učinit v průměru osm kroků. V délce trvání zahájení podnikání se tak Česká republika umístila[kdy?] na 86. místě, daleko za Rumunskem (47.) či Republikou Makedonií (12.) a hned za Nikaraguou (85.), která patří mezi nejméně rozvinuté země světa (Doing Business 2009).
Při koupi předzaložené společnosti si zákazník může vybrat nejen předmět podnikání, ale také její historii, tedy dobu po jakou společnost je zapsána v obchodním rejstříku. Společnosti s historií se taktéž rozumí společnost, která má účetní historii - taková společnost je vhodná pro získání bankovních úvěrů, státních dotací či jiných půjček.
Ready-made společností je možné disponovat od okamžiku konání valné hromady společnosti, kdy dojde k odvolání současného jednatele - zvolení nového a k souhlasu s převodem obchodního podílu. Valná hromada se často (není to však pravidlem) koná prostřednictvím notářského zápisu. Zápis změn do obchodního rejstříku pak trvá minimálně 5 pracovních dnů.
V České republice existuje široká nabídka poskytovatelů ready-made společností; jejich počet mezi lety 2007 a 2012 vzrostl z 20 na cca 100.

## Vývoj v ČR
- 2001

V České republice se poprvé objevil prodej tzv. ready-made společností.
- 2001 - 2002

Počty prodaných ready-made společností se pohybovaly v řádu desítek a na trhu je nabízel jediný profesionální prodejce.
- 2003

Prodeje začaly stoupat, a to i díky vstupu nových společností, které se prodejem ready-made firem zabývaly.
- 2004 - 2006

V tomto období již bylo na českém trhu prodáno přes 2 500 ready-made společností, přičemž službu využívaly především advokátní kanceláře, investiční a developerské společnosti. Zájem pomalu projevuje i širší podnikatelská veřejnost.
- 2007

Došlo k razantnímu nárůstu prodejů v důsledku očekávání daňové reformy (zejména v oblasti daně z příjmů fyzických osob). Prodáno bylo na 2 000 ready-made společností. Při porovnání údajů agentury ČEKIA o všech zapsaných s.r.o. a a.s. v roce 2007 byl podíl ready-made společností na celkovém počtu zapsaných společností 11 %. V tomto roce se v České republice začala jako první v Evropě prodávat SE jako předzaloženou společnost. V letech následujících prodej těchto společností v ČR stoupal a SE se stala oblíbenou právní formou při zakládání společnosti. V roce 2008 vzniklo v Česku 97 takových společností, přičemž v celé Evropě existovalo ke konci roku 2007 jen málo přes sto firem typu SE.

- 2008

Hlavním důvodem poklesu odbytu akciových forem bylo prodloužení tzv. časového testu pro osvobození od daně z příjmů z prodeje akcií z šesti měsíců na pět let. V roce 2008 bylo prodáno 2 600 ready-made společností. Značnou část klientely již tvoří (kromě tradičních odběratelů) i široká podnikatelská veřejnost jako např. osoby zahajující podnikání či podnikatelé fungující dosud jako OSVČ. [zdroj?]